# Wildest Dreams (canción de Taylor Swift)
«Wildest Dreams» es una canción grabada por la cantante y compositora estadounidense Taylor Swift para su quinto álbum de estudio, 1989 (2014). Escrito por Swift en colaboración con los productores de la canción Max Martin y Shellback, la canción fue lanzada a la radio por Big Machine Records el 31 de agosto de 2015, el quinto sencillo de 1989, después de «Bad Blood». Musicalmente, «Wildest Dreams» es una balada con una destacada influencia dream pop, con las letras que describen la súplica de Swift hacia su amante para recordarla.
La canción recibió críticas generalmente positivas de los críticos de música, que elogió a la pista por sus influencias y composición. Mientras tanto, el video musical recibió una recepción mixta, por supuestamente «traer de vuelta el colonialismo blanco». Tras la publicación de 1989, se reunió con éxitos comerciales moderados, la cartografía en los Estados Unidos, Canadá y Australia en la fuerza de las descargas digitales. Después de su lanzamiento como sencillo, se convirtió en la quinta canción top 10 consecutivo a partir de 1989, alcanzando el número 5.

## Vídeo musical

### Desarrollo y sinopsis
El vídeo musical fue dirigido por Joseph Kahn, quien previamente dirigió los videos musicales para el segundo y cuarto sencillo de 1989, "Blank Space" y "Bad Blood" y filmado en África y California. El vídeo fue transmitido por primera vez en televisión durante el pre-show de los MTV Video Music Awards 2015 el 30 de agosto de 2015. Scott Eastwood apareció en el vídeo. En el vídeo, Swift interpreta a una actriz de ficción llamada Marjorie Finn que es una referencia al nombre de su abuela, Majorie Finlay, y Scott Eastwood interpreta a un personaje de ficción llamado Robert Kingsley. El nombre del abuelo de Swift era Robert y el segundo nombre de su padre es Kingsley. A Swift se le ocurrió la idea después de leer un libro por Ava Gardner y Peter Evans, The Secret Conversations. Su premisa para el video es que, desde que los medios de comunicación social no existían en los años 50, sería imposible para los actores no enamorarse si se aislaron juntos en África, ya que no habría nadie más con quien hablar. De acuerdo con Khan el video se basa en romances clásicos de Hollywood como Elizabeth Taylor y Richard Burton, así como las películas clásicas como The African Queen, Out of Africa y El paciente inglés. 
El vídeo, situado en una sabana africana en la década de 1950 durante la época dorada del cine, sigue la historia de la actriz de ficción Marjorie Finn (Swift) filmando una película de aventura romántica, Wildest Dreams, en el desierto con el co-actor, Robert Kingsley (Eastwood), que es una referencia a la película de 1985 Out of Africa. El vídeo se entremezcla con escenas de la fauna africana y el paisaje natural, incluyendo escenas de una cascada de agua y otras como Swift descansando con un león. Después de una pelea en el set, el romance termina y el vídeo se corta a un estreno de Hollywood, donde Swift ve a su coestrella, Eastwood, con su esposa. Ella está visiblemente molesta, pero trata de actuar indiferente, y el vídeo termina con ella huyendo del estreno y viendo a su coestrella corriendo a la calle en el espejo lateral de la limusina. El aeroplano en el video es un Fisher R-80 Tiger Moth.

## Posicionamiento en listas
| Listas (2015–2016)                          | Mejor posición |
| ------------------------------------------- | -------------- |
| Australia (ARIA)                            | 3              |
| Austria (Ö3 Austria Top 40)                 | 21             |
| Bélgica (Flandes) (Ultratop 50)             | 33             |
| Bélgica (Valonia) (Ultratip Bubbling Under) | 24             |
| Canadá (Canadian Hot 100)                   | 4              |
| Canadá AC (Billboard)                       | 2              |
| Canadá CHR/Top 40 (Billboard)               | 1              |
| Canadá Hot AC (Billboard)                   | 1              |
| República Checa (Rádio Top 100)             | 25             |
| Finlandia (Radiosoittolista)                | 7              |
| Finlandia (Latauslista)                     | 15             |
| Francia (SNEP)                              | 122            |
| Hungría (Single Top 40)                     | 35             |
| Islandia (RÚV)                              | 8              |
| Irlanda (IRMA)                              | 39             |
| Líbano (Lebanese Top 20)                    | 14             |
| México Airplay (Billboard)                  | 46             |
| Nueva Zelanda (Recorded Music NZ)           | 8              |
| Polonia (Polish Airplay Top 100)            | 3              |
| Escocia (Scottish Singles Sales Chart)      | 9              |
| Eslovaquia (Rádio Top 100)                  | 8              |
| Eslovenia (SloTop50)                        | 14             |
| Reino Unido (Official Charts Company)       | 40             |
| Estados Unidos (Billboard Hot 100)          | 5              |
| Estados Unidos (Adult Contemporary)         | 2              |
| Estados Unidos (Adult Top 40)               | 1              |
| Estados Unidos (Dance/Mix Show Airplay)     | 1              |
| Estados Unidos (Mainstream Top 40)          | 1              |
| Estados Unidos (Rhythmic)                   | 25             |

| Listas (2021)                             | Mejor posición |
| ----------------------------------------- | -------------- |
| República Checa (Singles Digitál Top 100) | 28             |
| Alemania (Offizielle Deutsche Charts)     | 51             |
| Global 200 (Billboard)                    | 170            |
| Portugal (AFP)                            | 57             |
| Eslovaquia (Singles Digitál Top 100)      | 47             |
| Suecia (Sverigetopplistan)                | 53             |
| Suiza (Schweizer Hitparade)               | 53             |

| Listas (2015)                                 | Posición |
| --------------------------------------------- | -------- |
| Australia (ARIA)                              | 41       |
| Canadá (Canadian Hot 100)                     | 39       |
| Estados Unidos (Billboard Hot 100)            | 57       |
| Estados Unidos Adult Contemporary (Billboard) | 27       |
| Estados Unidos Adult Top 40 (Billboard)       | 28       |
| Estados Unidos Mainstream Top 40 (Billboard)  | 30       |

| Listas (2016)                                 | Posición |
| --------------------------------------------- | -------- |
| Canadá (Canadian Hot 100)                     | 70       |
| Estados Unidos (Billboard Hot 100)            | 79       |
| Estados Unidos Adult Contemporary (Billboard) | 3        |
| Estados Unidos Adult Top 40 (Billboard)       | 28       |

### «Wildest Dreams (Taylor's Version)»
La versión regrabada de «Wildest Dreams», titulada «Wildest Dreams (Taylor's Version)», fue lanzada por Swift el 17 de septiembre de 2021 a través de Republic Records. Fue un lanzamiento sorpresa y una parte de la música regrabada de Swift luego de la disputa sobre la propiedad de los masters de su discografía anterior. «Wildest Dreams (Taylor's Version)» se ubicó en el top 10 en Malasia y Singapur, el top 20 en Irlanda y el top 40 en Australia, Canadá, Nueva Zelanda, Reino Unido y Estados Unidos.

### Antecedentes y lanzamiento
Tras la disputa con Big Machine Records en 2019 sobre los derechos de los masters de sus primeros seis álbumes, incluido 1989, Swift anunció su objetivo de volver a grabar cada uno de estos álbumes. El primer fragmento de «Wildest Dreams (Taylor's Version)» apareció en el avance de la película animada de 2021, Spirit Untamed, lanzada el 12 de marzo de 2021. Un clip más largo de un minuto y cincuenta y nueve segundos se subió al canal oficial de YouTube de DreamWorks el 17 de mayo de 2021.
El 15 de septiembre de 2021, siguiendo una tendencia viral en TikTok que involucraba la grabación de 2014 de la canción que estaba ganando terreno en la plataforma, «Wildest Dreams» recibió 735,000 reproducciones en Spotify, un nuevo posición máxima de un solo día para la canción en el servicio de streaming. El 16 de septiembre, alcanzó una posición máxima con 750.000 reproducciones. El 17 de septiembre, Swift publicó en su cuenta de TikTok un fragmento del puente de la canción regrabada como parte de la tendencia antes mencionada, con la leyenda «Si quieren usar mi versión Wildest Dreams para el trend del zoom lento, ¡aquí está!», seguido de «Sentí lindo podría lanzar toda la canción más tarde», insinuando el próximo lanzamiento de la canción. Posteriormente, la canción se puso a disposición de las plataformas de streaming aproximadamente una hora después de la publicación de TikTok. Con respecto a su próximo disco, Red (Taylor's Version) (2021), Swift dijo a través de sus cuentas de redes sociales que vio «Wildest Dreams» como tendencia en TikTok y pensó que los fanáticos deberían tener su versión de la canción.

### Desempeño comercial
En menos de cuatro horas, «Wildest Dreams (Taylor's Version)» acumuló más de dos millones de streams en Spotify, superando con facilidad el mayor recuento de transmisiones de un solo día de la versión original en la plataforma. En los Estados Unidos, debutó en el número 37 en el Billboard Hot 100 con 8,7 millones de streams bajo demanda y 13,400 descargas vendidas en la semana que finalizó el 23 de septiembre de 2021. Se convirtió en su entrada número 138 en el Hot 100 y su entrada 81 en el top 40, que la empató con Elvis Presley en el tercer lugar entre los 40 mejores de todos los tiempos, detrás de Drake (143) y Lil Wayne (87). La canción llegó a los números 3 y 37 en las listas de ventas de canciones digitales y streaming de canciones de Billboard de Estados Unidos, respectivamente. «Wildest Dreams (Taylor's Version)» alcanzó su punto máximo dentro del top 40 en Australia (28) y Nueva Zelanda (30). Superó las posiciones máximas en las listas de éxitos de la versión original en Hungría (29 frente a 35), el Reino Unido (25 frente a 40), e Irlanda (15 frente a 39). En Alemania y Suecia, donde el rendimiento de las listas del original y la regrabación se combinan, «Wildest Dreams» alcanzó los números 51 y 53, respectivamente.

### Créditos y personal
Los créditos están adaptados de Tidal.
- Taylor Swift – voz principal, composición, producción
- Christopher Rowe – producción, ingeniería vocal
- Shellback – composición, producción
- Max Martin – composición
- Mattias Bylund – ingeniería de grabación, edición, arreglo de cuerdas, sintetizador
- Max Bernstein – guitarra, sintetizador, programación de sintetizador
- Mike Meadows – sintetizador, programación de sintetizador
- Dan Burns – programación de sintetizadores
- Matt Billingslea – batería, percusión
- Amos Heller – bajo
- Paul Sidoti – guitarra
- Mattias Johansson – violín
- David Bukovinszky – violonchelo
- Serban Ghenea – mezcla
- John Hanes – ingeniería
- Randy Merrill – masterización

### Posicionamiento en listas
| Listas (2021)                      | Mejor posición |
| ---------------------------------- | -------------- |
| Australia (ARIA)                   | 28             |
| Canadá (Canadian Hot 100)          | 30             |
| Global 200 (Billboard)             | 25             |
| Grecia (IFPI)                      | 64             |
| Hungría (Single Top 40)            | 29             |
| Irlanda (IRMA)                     | 15             |
| Lituania (AGATA)                   | 88             |
| Malasia (RIM)                      | 10             |
| Países Bajos (Mega Single Top 100) | 69             |
| Nueva Zelanda (Recorded Music NZ)  | 30             |
| Singapur (RIAS)                    | 5              |
| Sudáfrica (RISA)                   | 63             |
| Reino Unido (UK Singles Chart)     | 25             |
| Estados Unidos (Billboard Hot 100) | 37             |

## Historial de lanzamientos
| Región         | Fecha                    | Formato(s)                 | Versión          | Sello(s) discográfico(s) | Ref.   |
| -------------- | ------------------------ | -------------------------- | ---------------- | ------------------------ | ------ |
| Estados Unidos | 31 de agosto de 2015     | Adult contemporary radio   | The Radio Mix    | Big Machine Republic     | [ 68 ] |
| Estados Unidos | 1 de septiembre de 2015  | Contemporary hit radio     | The Radio Mix    | Big Machine Republic     | [ 51 ] |
| Varios         | 15 de octubre de 2015    | Descarga digital           | R3hab remix      | Big Machine              | [ 69 ] |
| Italia         | 30 de octubre de 2015    | Contemporary hit radio     | The Radio Mix    | Universal                |        |
| Varios         | 17 de septiembre de 2021 | Descarga digital streaming | Taylor's Version | Republic                 |        |